# Joseph Bonomi el Joven

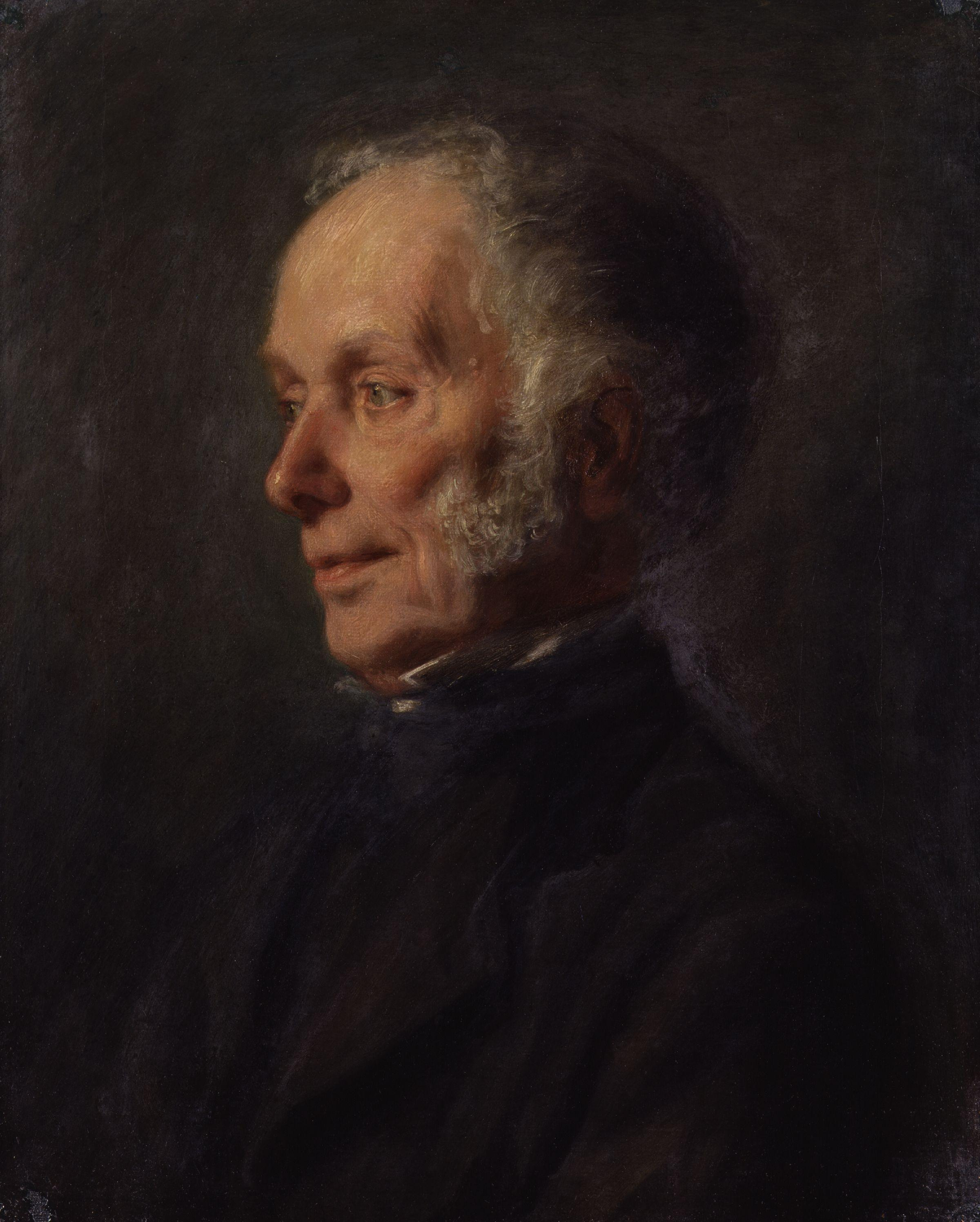
Retrato de Bonomi por Matilda Sharpe.

Joseph Bonomi el Joven (9 de octubre de 1796 - 3 de marzo de 1878) fue un artista inglés, escultor, egiptólogo y conservador de museos.

## Biografía
Bonomi nació en Londres en una familia de arquitectos. Su padre, Joseph Bonomi (conocido como el Viejo), había trabajado con Robert y James Adam, mientras que su hermano mayor, Ignacio Bonomi, fue un notable arquitecto de la primera mitad del siglo XIX.
En 1822, Bonomi fue a Roma para estudiar con Antonio Canova (fallecido en octubre antes de la llegada de Bonomi). Sin embargo, Bonomi estudia en Roma durante varios meses, pero endeudado acepta finalmente una modesta paga para acompañar a Robert Hay en una expedición a Egipto, a través de Malta, en 1824.
Joseph Bonomi vive en Gournah, Egipto, durante nueve años, desde 1824 a 1832. Es vecino del jeque Awad, al que conoce muy bien. Varias de las notas etnográficas de Bonomi es probable que provinieran de Awad, quien trabajó con Champollion, Lepsius y Brugsch como supervisor y guía.
De 1824 a 1826, como miembro de la expedición Robert Hay, Bonomi conoce muchas antigüedades. En Abu Simbel, en 1825, Bonomi, para satisfacer las demandas de gran precisión de Robert Hay, desarrolla un sistema para poder llegar a la decoración interior de los templos. Parte en expedición a Kalabsha, donde Bonomi se esfuerza en reproducir varios bajorrelieves mediante vaciados en yeso; a continuación marcha a File, y luego a Tebas.
Las relaciones entre Bonomi y Robert Hay se deterioran: Bonomi se ve frustrado por lo que él considera su bajo salario; Robert Hay siente el deseo de Bonomi de reforzar su propia reputación mediante la creación de dibujos y moldes propios. En julio de 1826, Bonomi dimite y es sustituido por Edward William Lane como asistente de Hay. 
Bonomi ilustra el texto de James Burton, Excerpta hieroglyphica, en El Cairo, en 1827-1828. En julio de 1832, ahora con finanzas más estables, se reúne de nuevo con Hay, en Asiut, quien le convence para unirse a su equipo con un salario mucho más alto, y con un artista francés, Dupuy.
Después de la salida de Hay de Egipto en 1834, Bonomi emprende visitas a Siria y Palestina, con Francis Arundale y Frederick Catherwood.
En 1839 prepara las ilustraciones de Usos y costumbres de los antiguos egipcios de John Gardner Wilkinson. De 1842 a 1844, es miembro de la expedición de Karl Richard Lepsius.
A su regreso a Inglaterra en 1844, Bonomi se casa con Jessie, la hija del artista John Martin (1789-1854). Ahora, con sede en Londres, Bonomi emprende la catalogación e ilustración de muchas colecciones egipcias (entre ellas la de Samuel Birch) y ayuda a la organización de exposiciones en la colección egipcia del Museo Británico de Londres.
En 1861, Bonomi solicita el cargo de conservador del Soane Museum. Como normalmente se suele asignar el puesto a un arquitecto, fue nombrado sólo después de una gran lucha y muchas críticas.
Bonomi murió en Wimbledon, en marzo de 1878, y está enterrado en el cementerio de Brompton; su esposa Jessie (nacida el 6 de abril de 1825) murió el 10 de septiembre de 1859.

## Obra
Los bocetos y otros documentos de Joseph Bonomi se encuentran en la colección del Griffith Institute, que consta de unos quinientos dibujos, acuarelas, esbozos, etc. Se fechan en diferentes períodos de su carrera, incluidos los egipcios y clásicos, los egiptológicos del siglo XIX y otras disciplinas (incluida Palestina).
Los documentos egiptológicos contienen vistas generales de los monumentos, como el quiosco de Trajano en File o las ruinas de Elefantina, vistas de arquitectura, y copias de diversos monumentos, por ejemplo, un fragmento del sarcófago del faraón Ay, y otras expuestas en la Hartwell House.